# Dzięciur krasnogłowy
Dzięciur krasnogłowy (Melanerpes erythrocephalus) – gatunek średniej wielkości ptaka z rodziny dzięciołowatych (Picidae). Występuje w Ameryce Północnej. Jego liczebność spada, ale nie jest zagrożony wyginięciem.

## Systematyka
Dzięciur krasnogłowy jest jednym z wielu gatunków opisanych przez Karola Linneusza w jego pracy Systema Naturae. Autor nadał mu nazwę Picus erythrocephalus. Obecnie umieszczany jest w rodzaju Melanerpes. Nazwa łacińska ptaka wywodzi się z języka greckiego, z połączenia dwóch wyrazów erythros „czerwony” i kephalos „głowa”.
Międzynarodowy Komitet Ornitologiczny (IOC) oraz autorzy Handbook of the Birds of the World uznają dzięciura krasnogłowego za gatunek monotypowy. Dawniej wyróżniano trzy podgatunki: erythrocephalus, brodkorbi i caurinus.

## Morfologia
Długość ciała około 24 cm; masa ciała 56–97 g.
Dorosłe osobniki czysto trójkolorowe, tył i ogon są czarne, głowa oraz szyja jaskrawoczerwona, natomiast cała część brzuszna jest głównie biała. Skrzydła są czarne z białymi lotkami. Dorosłe samce i samice są identyczne w upierzeniu. Młode są opierzone podobnie, jednak ich pióra mają brązowy odcień. Często można błędnie zidentyfikować ten gatunek jako dzięciura czerwonobrzuchego (Melanerpes carolinus), ponieważ pokrywają się regiony ich występowania. Dzięciur czerwonobrzuchy ma czerwone ubarwienie na plecach, szyi i głowie, jednak dzięciur krasnogłowy ma dużo głębszy odcień czerwonego, ponadto czerwone opierzenie całkowicie obejmuje jego głowę i szyję.

## Zasięg występowania
Występuje na południowo-środkowych i południowo-wschodnich krańcach Kanady oraz w środkowych i wschodnich Stanach Zjednoczonych. Północne populacje są wędrowne.

## Ekologia i zachowanie
GłosPtaki te wydają specyficzny odgłos (tchur-tchur), którym zaznaczają swoją obecność na danym terenie.
PożywieniePtaki te polują na owady latające lub znajdujące się na ziemi. Po schwytaniu zdobycz zjadana jest na drzewie lub zmagazynowana na później w dziupli. Są wszystkożerne, jedzą owady, nasiona, owoce, jagody, orzechy, a czasami nawet jaja innych ptaków. Około 2/3 ich diety składa się z roślin.
LęgiGniazdują w dziuplach suchych drzew 2,5 do 25 m nad ziemią. Samica składa na początku maja od czterech do siedmiu jaj, które są wysiadywane przez dwa tygodnie. W ciągu jednego sezonu z gniazda mogą wyjść dwa lęgi młodych.

## Status
Międzynarodowa Unia Ochrony Przyrody (IUCN) od 2018 roku uznaje dzięciura krasnogłowego za gatunek najmniejszej troski (LC – Least Concern); wcześniej, od 2004 roku miał on status gatunku bliskiego zagrożenia (NT – Near Threatened), a od 1988 – najmniejszej troski.
Populacja dzięciura krasnogłowego od 1966 roku szybko spada w związku ze zwiększoną konkurencją w zajmowaniu gniazd ze strony szpaków oraz utratą miejsc gniazdowania (wycinka martwych drzew). W niektórych północno-wschodnich stanach Ameryki Północnej już nie gniazduje. Dzięciur krasnogłowy jest wymieniony jako jeden z zagrożonych gatunków w Kanadzie oraz w niektórych stanach USA. Liczebność ptaków spadła z powodu utraty siedlisk, spowodowanej przez likwidowanie suszek (martwych drzew), rozwój rolnictwa, regulację rzek oraz monokulturę upraw.

## W kulturze
- w 1996 roku w Stanach Zjednoczonych Postal Service wydał znaczki pocztowe przedstawiające dzięciura krasnogłowego[9]. Znaczek został ponownie wydany w 1999 roku i był dostępny w sprzedaży aż do 2006 roku[10].
- tytułowa postać kreskówki dla dzieci dzięcioł Woody Woodpecker był wzorowany na dzięciurze krasnogłowym.